# Oktiabrskij Rajon (distrikt i Kirgizistan)
Oktiabrskij Rajon (ryska: Oktyabr’skiy Rayon, Октябрьский Район) är ett distrikt i Kirgizistan.   Det ligger i oblastet Bisjkek, i den norra delen av landet. Huvudstaden Bisjkek ligger i Oktiabrskij Rajon.